# Kurt Kaira
Kurt August Kaira (till 1906 Hildén), född 16 mars 1894 i Åbo, död 13 maj 1975 i Helsingfors, var en finländsk jurist. 
Kaira, som var son till hovrättsnotarie Allan Hildén och Hedvig Johanna von Hellens, blev student 1912, avlade rättsexamen 1916, högre förvaltningsexamen 1917 och blev vicehäradshövding 1919.  Han blev kronolänsman i Somero 1918, sekreterare vid domkapitlet i Åbo 1918, notarie i Högsta förvaltningsdomstolen 1923, yngre justitierådman vid Helsingfors rådhusrätt 1928, förvaltningsråd 1935, häradshövding i Sordavala domsaga 1937–1939, ombudsman vid Nordiska föreningsbanken 1940, häradshövding i Raseborgs domsaga 1943–1944 och var justitieråd 1944–1964. Han var yngre ledamot av lagberedningen 1934–1935 och 1938–1939, ordförande i arbetsdomstolen 1950–1958, sekreterare vid IX allmänna kyrkomötet 1923, vid förmyndarnämnden i Helsingfors 1925–1935, ordförande 1936–1937. Han var viceordförande i styrelsen för Kyrkans centralfond 1942–1943, medlem av förvaltningsrådet för Nordiska föreningsbanken 1944–1947 och från 1952. Han var justitieminister (opolitisk) i Rainer von Fieandts regering 1957–1958.